# Boxershorts

Boxershorts mit Eingriff und zwei Knöpfen

Die Boxershorts (Pluralwort) sind lose sitzende Shorts aus Baumwolle mit einem elastischen Hosenbund in der Taille, die als Unterhose getragen werden. Ein Eingriff an der Vorderseite kann mit Knöpfen verschlossen sein. Ihr Schnitt ähnelt Boxhosen im Boxsport.

## Herkunft und Begriffserklärung

Ein Mann in T-Shirt und Boxershorts fegt den Boden, 1957

Im späten 19. und frühen 20. Jahrhunderts trugen Männer überwiegend eng anliegende lange Unterhosen aus Flanell oder Ganzkörperanzüge, heute als Liebestöter bekannt. Im Jahr 1925 entwarf Jacob Golomb, Gründer des Sportausstatters Everlast, Boxhosen, bei denen er die Ledergürtel in der Taille durch einen elastischen Hosenbund ersetzte. Damit legte er den Grundstein für die lockeren Boxershorts, die ab den 1940er Jahren als Unterwäsche und, aus etwas festerem Stoff, auch als Badehosen getragen wurden. Nach dem Zweiten Weltkrieg wurden sie weltweit beliebter als der Slip, der in den 1930er Jahren dominierte, denn sie waren Teil der Grundausstattung amerikanischer GIs.
Eine Levi’s-Werbung von 1985 zeigte das englische Fotomodel Nick Kamen in weißen Boxershorts und brachte der Unterwäsche damit neue Beliebtheit. In den 1990er Jahren kamen durch die Marke Calvin Klein enge Boxershorts (auch Boxer Briefs, Trunks oder Retropants genannt) in Mode.

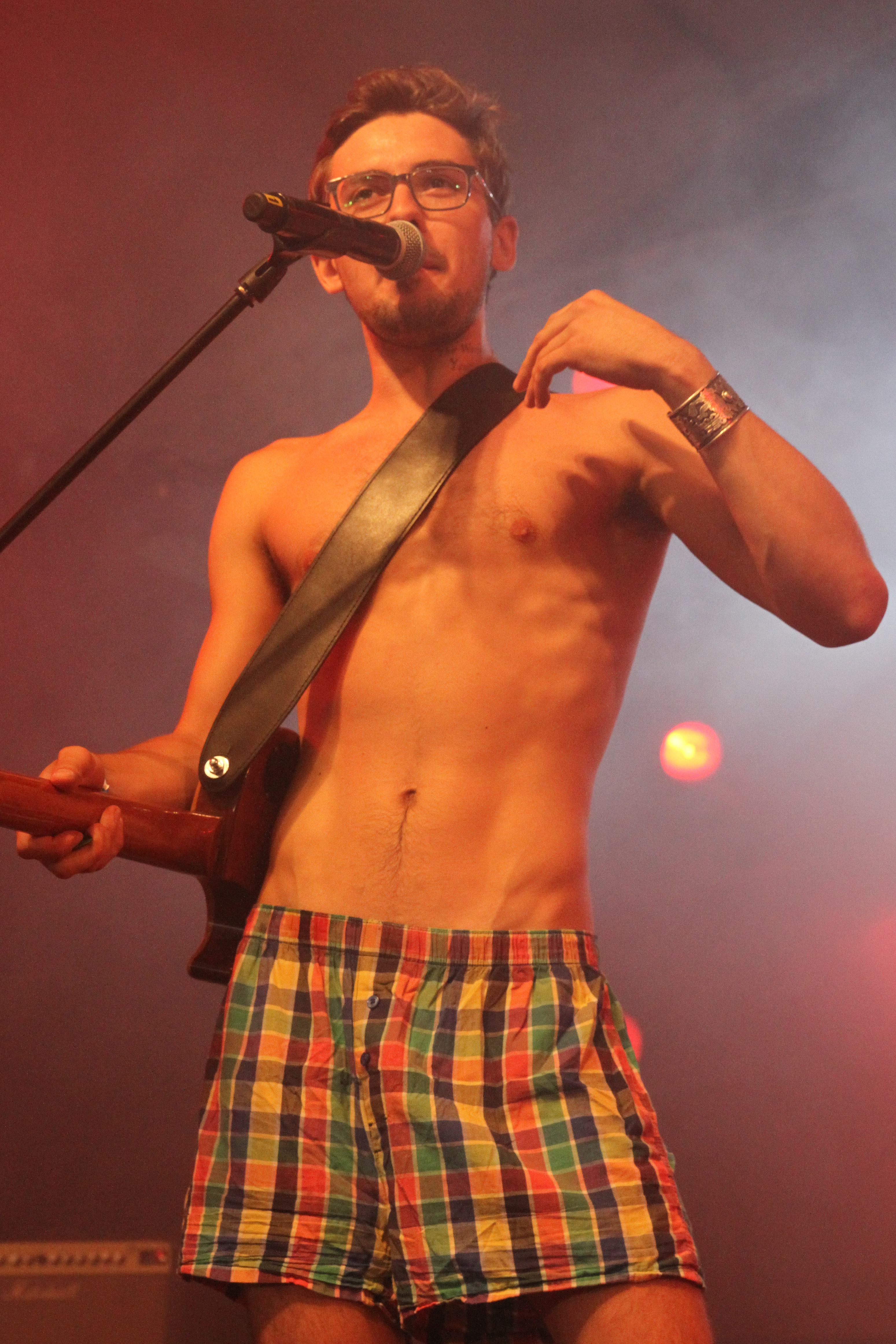
Ein Musiker auf dem Festival Przystanek Woodstock in Boxershorts, 2014

Eine Studie des Magazins Textilwirtschaft aus dem Jahr 2002 ermittelte, dass jeder dritte deutsche Mann gerne Boxershorts trug. 2012 waren rund 40 Prozent aller weltweit verkauften Unterhosen Boxershorts. 2017 trugen 55 Prozent der Männer in Deutschland fast täglich Boxershorts. Bei einer Umfrage aus dem Jahr 2024 gaben nur noch 22 Prozent der Männer an, Boxershorts zu tragen. Am beliebtesten waren mit 36 Prozent die enganliegenden Retropants.

## Stilistisches und Modisches

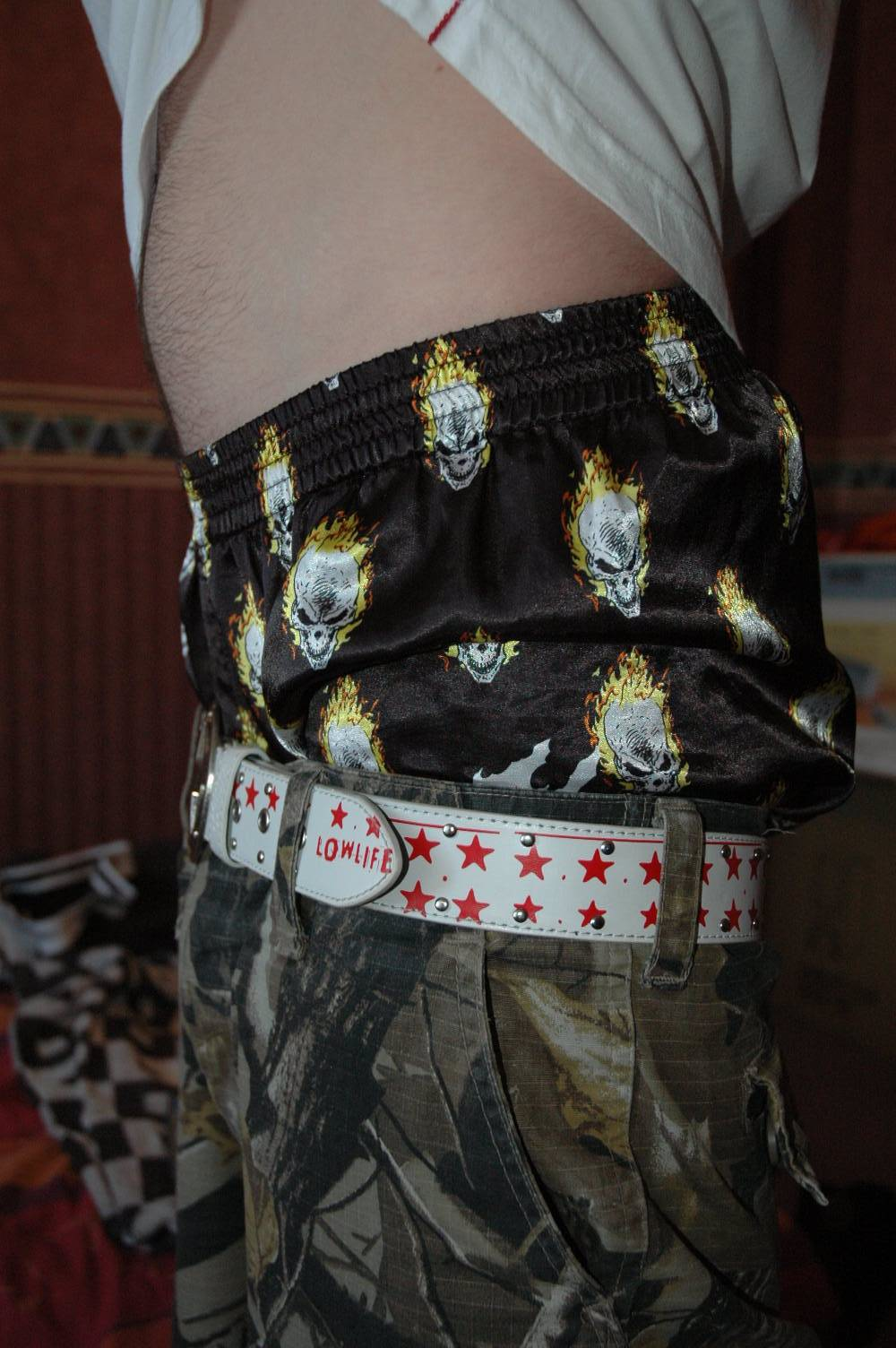
Satin-Boxershorts

Boxershorts werden für beide Geschlechter angeboten, sind aber bei Männern verbreiteter. In der Mode des Hip Hop und des Skatens spielten die Boxershorts unter Baggy Pants eine wichtige Rolle. Beim Sagging-Style werden die Unterhosen so getragen, dass der obere Bund über den Jeans herausschaut.
Verbreitet sind Boxershorts auch als Nachtwäsche.

## Medizinische Aspekte
Ob das Tragen von Boxershorts auch gesundheitliche Vorteile mit sich bringt, ist aufgrund widersprüchlicher wissenschaftlicher Erkenntnisse bisher umstritten. Nach einer Studie, die im Fachjournal Human Reproduction veröffentlicht ist, wirken sich jedoch komfortable Boxershorts im Gegensatz zu eng anliegenden Slips positiv auf die Qualität der Spermien aus. Allerdings ist dies nicht eindeutig bewiesen.